# Mercedes-Benz O405N
Mercedes-Benz O405N – niskowejściowy autobus miejski, produkowany od 1990 do 2001 roku przez niemiecką firmę Mercedes-Benz.